# Belvoir (Caroline du Nord)
Pour les articles homonymes, voir Belvoir (homonymie).
Belvoir est une census-designated place située dans le comté de Pitt, dans l’État de Caroline du Nord, aux États-Unis. Lors du recensement de 2020, elle comptait 315 habitants.